# شرطة عمان السلطانية
شرطة عمان السلطانية هي قوة الشرطة الرسمية في سلطنة عُمان، ويرأسها هيثم بن طارق آل سعيد، القائد الأعلى لشرطة عمان السلطانية.

## الخلفية
كان مفهوم قوة شرطة حديثة نسبيا إلى عمان عندما ارتفع السلطان قابوس بن سعيد آل سعيد. ومع ذلك، يظهر التاريخ أن الشرطة لأول مرة في عمان وإضفاء الطابع المؤسسي لأول مرة في 1700 في صحار. بالكاد 30 عاما، قبل، لا توجد قوة الأمن الداخلي في عمان. وكان الأمن مسؤولية الولاة أو الحكام المحليين الذين قاموا بها مع مساعدة من "Askars" المحلية. وكان وجود الشرطة محدودا إلى بلدة مسقط ومطرح، حيث ان معظم الأسواق كانت موجودة ومعظم التجارة وقعت.
مرة واحدة في السلطنة، والسلطان قابوس بن سعيد آل سعيد، بالإضافة إلى حملاته الإصلاح الأخرى، توجه نحو بناء قوة شرطة فعالة وحديثة في سلطنة عمان. في عام 1974، منحت السلطان قابوس بن سعيد آل سعيد على لقب شرطة عمان السلطانية (شرطة عمان السلطانية) على القوة التي شكلت حديثا. في نوفمبر من ذلك العام، تلقت شرطة عمان السلطانية ألوانه من سلطان. العام المقبل، تم افتتاح مقر شرطة عمان السلطانية في القرم. «بحاجة إلى مصدر|»
انضم إلى شرطة عمان السلطانية المنظمة الدولية للشرطة الجنائية (الانتربول) في عام 1972، والمنظمة العربية للدفاع الاجتماعي ضد الجريمة في نفس العام.

## منظمة

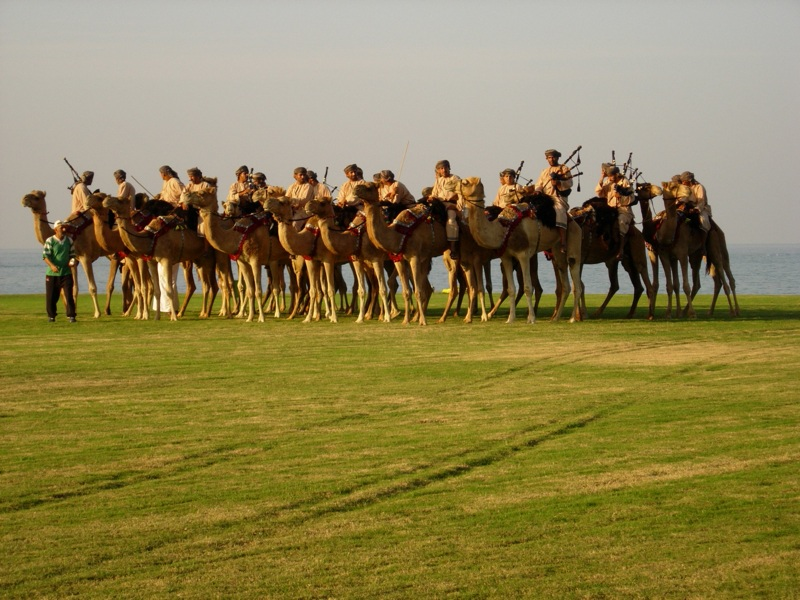
شرطة عمان السلطانية الهجن باند

شرطة عمان السلطانية هي قوة شرطة منظمة تنظيما جيدا. هيثم بن طارق آل سعيد هو القائد الأعلى لشرطة عمان السلطانية. تحت قيادته يأتي المفتش العام للشرطة والجمارك. عنوان مفوض الشرطة التي كانت تستخدم ليكون لقب رئيس قوة الشرطة بموجب القانون القديم رقم 5/1973 صدر مرسوم ملكي في 26 نوفمبر 1974 تغيير العنوان إلى المفتش العام للشرطة والجمارك. وشغل منصب حاليا من قبل الجنرال حسن بن محسن الشريقي الذي حل محل الجنرال مالك بن سليمان المعمري حسب المراسيم الملكية من قبل السلطان وسط احتجاجات عمان عام 2011.
شرطة عمان السلطانية تنفذ المهام من خفر السواحل وكذلك ومخولة لتنفيذ جميع المهام المخصصة ذات الصلة. كما تحتفظ شرطة عمان السلطانية قسم الكلاب مدربة تدريبا جيدا (تم إنشاؤه في 24 أيلول 1976).
تحتفظ شرطة عمان السلطانية أسطول من طائرات الهليكوبتر الدعم التي تؤدي مجموعة من الوظائف من مكافحة الحرائق لخدمات الإسعاف إلى الصور الحرارية في عمليات مكافحة التهريب.
كما تحتفظ شرطة عمان السلطانية والحصان الإبل شنت جنود، الذين التضاريس دورية غير قابلة للوصول إلى السيارات. شنت الجمل الضباط هم من السهل أن تكون رصدت في دورية بالقرب من الحدود العمانية، في حين أن ضباط محمولة على الحصان هي مشهد مألوف في شواطئ مسقط.

## في البداية، مدرسة تدريب الشرطة في القرم تدريب كوادر الشرطة. في 9 نوفمبر 1976، وأجريت أول يمر بها حفل مدرسة الدفعة الأولى من ضباط CADER عمان هنا تحت رعاية السلطان.
في عام 1980 افتتح السلطان أكاديمية الشرطة بالقرب من نزوى، والتي سميت مؤخرا في أكاديمية السلطان قابوس لعلوم الشرطة. ويوفر التدريب الأساسي لأفراد الشرطة، وكذلك دورات دبلوم في علوم الشرطة لخريجي الجامعات أو الذين لديهم المؤهلات ما يعادلها. فهو يدرب أيضا المرشحين للمناصب العليا في شرطة عمان السلطانية.
تأسست كلية الشرطة، وهو داخل مجمع SAPS، في عام 2000 وتدرب ضباط شرطة عمان السلطانية والجوائز والشهادات على درجات علمية في القانون والعلوم الشرطة.
تم تعيين معهد السلامة المرورية تصل إلى تدريب الموظفين على حد سواء شرطة المرور ومستخدمي الطريق.

## قوات متخصصة

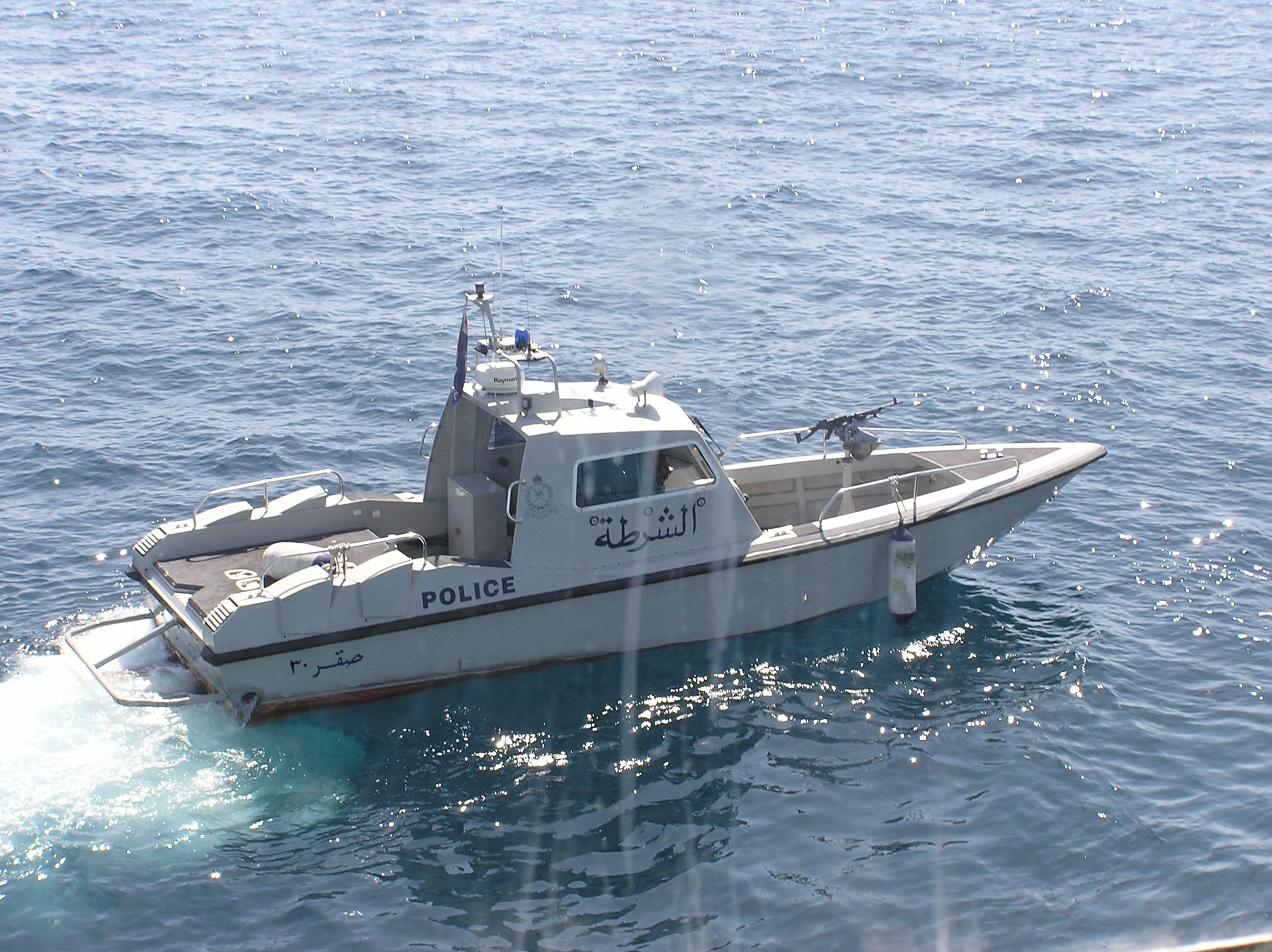
أحد قوارب الشرطة

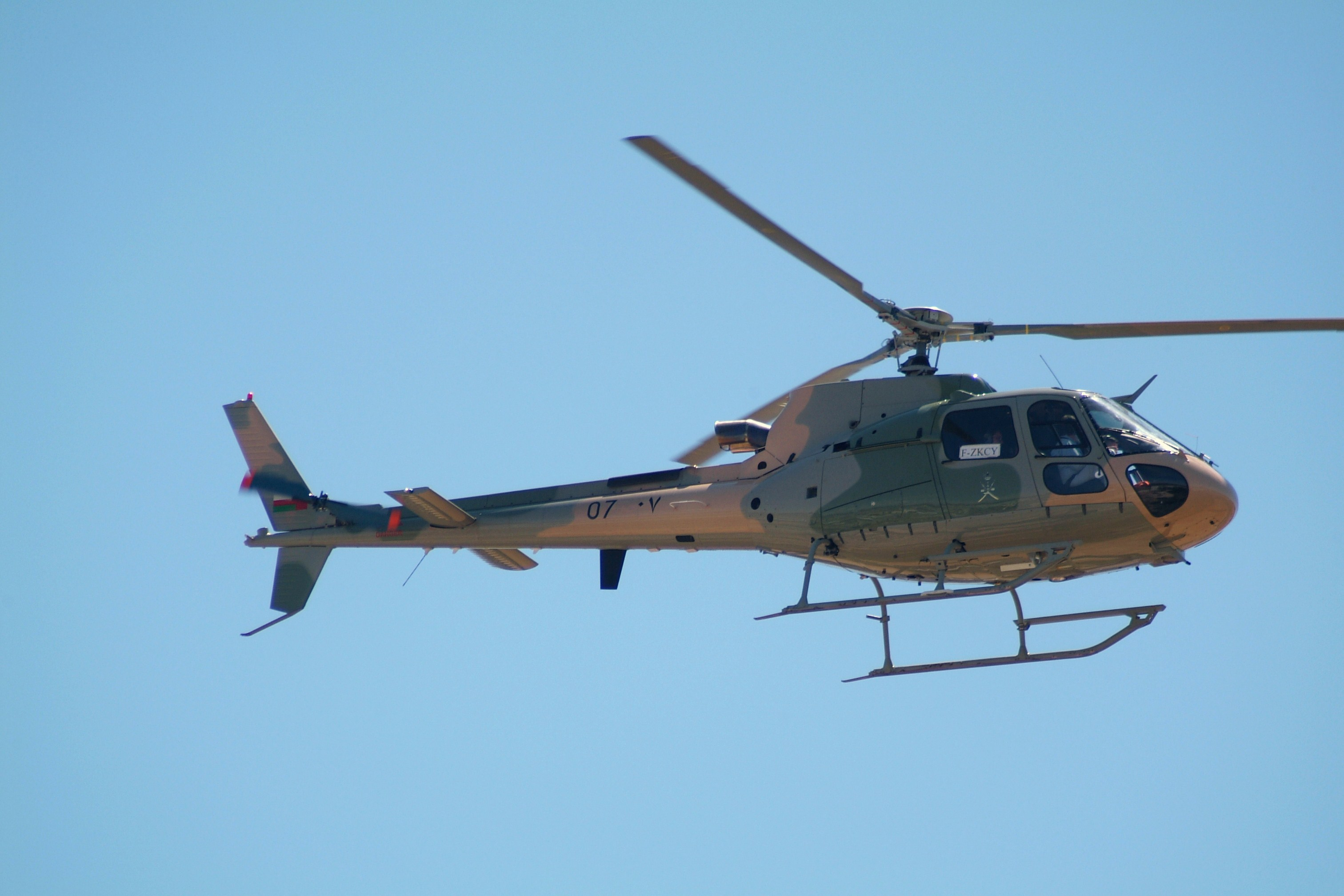
طائرة هليكوبتر تابعة لشرطة عمان السلطانية

دعا مقر قيادة جديدة ومنشآت النفط والغاز وقد تم تشكيل القيادة حتى تحت TOP لحماية قيمة منشآت النفط والغاز في سلطنة عمان.
وقد تم تجهيز خفر السواحل قيادة شرطة مع زوارق دورية سريعة جديدة، في حين أن القوارب القديمة المستخدمة حاليا تم تحديثها ومزودة بمحركات جديدة. ورشة عمل الهندسة والصيانة بالتأكد من الحرف دورية دائما للخدمة.
وقد أنشئت لإنقاذ مجموعة البحر للمساعدة في منع وقوع حوادث الغرق، الرد على المكالمات SOS، وتحسين رصد السواحل العمانية ومنع الهجرة غير الشرعية والتهريب.
يضم مديرية شرطة الطيران أغستاوستلاند AW139 طائرات هليكوبتر (حاليا 4 في الخدمة وأكثر من هذا يتم شراؤها). ويضم طائرة هليكوبتر خدمة مكافحة الحرائق لاستخدامها في المناطق التي لا يمكن الوصول إليها نسبيا لالاطفاء العادي وعمان لديه التضاريس الجبلية إلى حد كبير. السلطنة هي واحدة من أوائل الدول في المنطقة لاقامة هذه الخدمة والآن تم تدريب العديد من الطيارين للإنسان عليه. مديرية طيران الشرطة هو استخدام أساطيل طائراتها الهليكوبتر لاستخدامها في خدمة الإسعاف الطائر، للبعثات مكافحة الحرائق والإنقاذ، أو مع لتقديم خدمات الرصد والدعم للإدارات الأخرى في شرطة عمان السلطانية باستخدام أنظمة التصوير الحراري.

## المرأة في الخدمة الشرطية
عمان سعت دائما لتوفير حالة تعادل تعداد سكان نسائها على عكس الدول المجاورة لها. وكانت شرطة عمان السلطانية لا يختلف. شرطة عمان السلطانية وعدد كبير من النساء الذين يخدمون في الكوادر اللوجستية، وأجنحة الدعم وكذلك في شرطة المرور. لدى شرطة عمان السلطانية أيضا جميع النساء الفرقة الموسيقية. خضوع المرأة كوادر للتدريب صارمة كما تذهب نظرائهن من الرجال وحتى الآن لم تأتي المرأة العمانية في أرقام للانضمام إلى قوة الشرطة.

## خدمات إضافية
يوفر شرطة عمان السلطانية مجموعة من الخدمات. 

### الشؤون المدنية
المديرية العامة للأحوال المدنية تسجيل الولادات والزواج والطلاق والوفيات من المواطنين العمانيين، وكذلك المواليد والوفيات من السكان الوافدين في السلطنة، بالإضافة إلى زواجهم والطلاق إذا كان أحد طرفي الزواج أو الطلاق هو العماني. وتصدر مواطنين العمانيين أيضا مع بطاقات الهوية الذكية متعددة الأغراض، والتي هي على حد سواء مرنة وآمنة و- من بين أمور أخرى - تظهر بيانات رخصة القيادة حاملها. وقد أصبحت هذه البطاقات الذكية معيارا في جميع الدول العربية تقريبا.
وتصدر بطاقات الإقامة للمغتربين المقيمين أيضا الذين يعملون في السلطنة، ومن يعولونهم. وقد تم الآن دمج بطاقة العمل وبطاقة الإقامة في بطاقة واحدة.

### الجمارك
ميناء السلطان قابوس، مطار مسقط الدولي وجميع نقاط العبور البرية الآن استخدام تحسين نظام الكمبيوتر الجمارك. وقد وضعت في هذا المكان لتحسين إجراءات التخليص الجمركي ومكاتب التخليص الجمركي. وقد صممت هذه التحركات لدعم الاقتصاد الوطني، وتأتي استجابة لمجلس الاتحاد الجمركي التعاون الخليجي ومنطقة التجارة الحرة العربية الكبرى.
باستخدام معدات التفتيش الجديدة في الحاويات والسيارات، والمديرية العامة للجمارك هو الآن أفضل تجهيزا لكشف وتحديد المواد الممنوعة والسلع المهربة. كما تم التوقيع على إعلان على أمن الحاويات ومبادرة التفتيش البضائع بين المديرية العامة للجمارك ونظيرتها الأمريكية، مما يسمح للتفتيش على البضائع المنقولة بحرا بين الموانئ العمانية والأمريكية. وهذا يجب أن يكون من مساعدة كبيرة خصوصا ان عمان والولايات المتحدة الأمريكية لديها اتفاق للتجارة الحرة في المكان.

### للسلامة على الطرق وشرطة المرور
يوم 4 سبتمبر عام 1970، استلم قسم شرطة عمان السلطانية على مسؤولية المركبات الآلية والتراخيص التي اعتادت ان تكون في مسقط ومطرح في البلدية في البداية. منذ ذلك الحين عملت شرطة عمان السلطانية لوضع نظام الشرطة حركة المرور فعالة.
قد سجلت عمان بشكل مستمر قفزة هائلة في حوادث الطرق والوفيات الناجمة عن حوادث ذات الصلة بالطريق معدل الوفيات المرورية في سلطنة عمان هو 28 لكل 100,000 من السكان وهي نسبة أعلى بكثير من المعدل العالمي البالغ 19 قتل لكل 100,000. ونتيجة لهذا فقد اتخذت شرطة عمان السلطانية مواقف صعبة على السائقين موقف حيث يتم فحص المركبات بشكل منتظم، وقد أثيرت معايير التدريب للسائقين ويتم فرض قواعد المرور بصرامة، خاصة فيما يتعلق بحدود السرعة. وتعقد بانتظام حملات توعية مكثفة للسائقين وأقسام أخرى من المجتمع، بما في ذلك طلاب المدارس. تحقيقا لهذه الغاية، والعمل بشكل وثيق مع الشرطة والإدارات والمنظمات الأخرى، وخاصة وزارة التربية والتعليم ووسائل الإعلام. بحلول نهاية عام 2005، كان قد تم تركيب أجهزة الكشف عن رادار السرعة الثابتة والمتنقلة في جميع المحافظات والمناطق في محاولة أخرى للمساعدة في الحد من الحوادث المرورية.
الحكومة العمانية وشرطة عمان السلطانية جعلت باستمرار السلامة على الطرق على رأس أولوياتهم. لقد عملوا أيضا على نحو فعال لتعزيز السلامة على الطرق على الصعيد الدولي. قدمت عمان مشروع قرار لا يجب ترك بعنوان الجمعية العامة للأمم المتحدة للسلامة على الطرق إلى فرصة، للمساعدة على تعزيز التعاون الدولي على منع وقوع الحوادث المرورية، والذي اعتمد من قبل الأمم المتحدة في عام 2004 (Titled – A/58/289).
في مارس 2006، وفاز بالجائزة الأولى شرطة عمان السلطانية في المسابقة الدولية، التي شارك فيها 36 بلدا ومنظمة. ونظمت المسابقة من قبل الأمم المتحدة، في مهرجان 1 العالمية للسلامة على الطرق في جنيف السينمائي، لفيلم بعنوان «ألم وأمل»، فيلم وثائقي يسلط الضوء على معاناة الأسر الذين يفقدون أقاربهم في حوادث الطرق. يتم تخزين الفيلم حاليا في مكتبة الأمم المتحدة.

### خدمات الإسعاف
يوفر شرطة عمان السلطانية لحالات الطوارئ خدمة الإسعاف على الطرق السريعة لضحايا الطرق والحوادث الأخرى. وحدة الإسعاف، التي لديها أسطول من سيارات الإسعاف الحديثة مع الحديثة عالية - المعدات الطبية التكنولوجيا، يغطي محافظة مسقط تصل إلى منطقة الباطنة، وكذلك الطريق الرئيسي من ولاية بركاء إلى خطمة ملاحة على الحدود الإمارات العربية المتحدة. واقترح أن يتم توسيع الخدمة لتشمل البلاد بأكملها.
يستخدم خدمة الإسعاف نظام الاتصالات السلكية واللاسلكية المتطورة الموجهة عن طريق مركز الاتصالات في شرطة عمان السلطانية و. النظام تنسق حركة سيارات الإسعاف لضمان وصولها إلى موقع الحادث في أقصر وقت ممكن.

### خدمات الدفاع المدني
فيما يتعلق بحماية المباني والمنشآت والممتلكات، وقد تم تزويد المديرية العامة للدفاع المدني مع الدفاع المدني ومعدات مكافحة الحريق.

## وصلات خارجية
- Official website of the Royal Oman Police
- Long range Embraer E-Jet during her delivery flight at the end of May 2011